# Pentalonia gavarri
Pentalonia gavarri är en insektsart. Pentalonia gavarri ingår i släktet Pentalonia och familjen långrörsbladlöss. Inga underarter finns listade i Catalogue of Life.